# Whitwick Castle
Whitwick Castle är ett slott i Storbritannien.   Det ligger i distriktet North West Leicestershire, grevskapet Leicestershire och riksdelen England, i den södra delen av landet, 160 km nordväst om huvudstaden London. Whitwick Castle ligger 138 meter över havet.
Terrängen runt Whitwick Castle är huvudsakligen platt, men österut är den kuperad. Terrängen runt Whitwick Castle sluttar norrut. Runt Whitwick Castle är det tätbefolkat, med 343 invånare per kvadratkilometer. Närmaste större samhälle är Leicester, 18,9 km sydost om Whitwick Castle. Trakten runt Whitwick Castle består till största delen av jordbruksmark.